# سیارک ۱۱۱۲۳
سیارک ۱۱۱۲۳ (به انگلیسی: 11123 Aliciaclaire، نامگذاری:1996RT24) یازده هزار و صد و بیست و سومین سیارک کشف شده‌است که در ۸ سپتامبر ۱۹۹۶ کشف شد.
قدر مطلق سیارک برابر ۱۴٫۱۰ است.